# Davide Rebellin

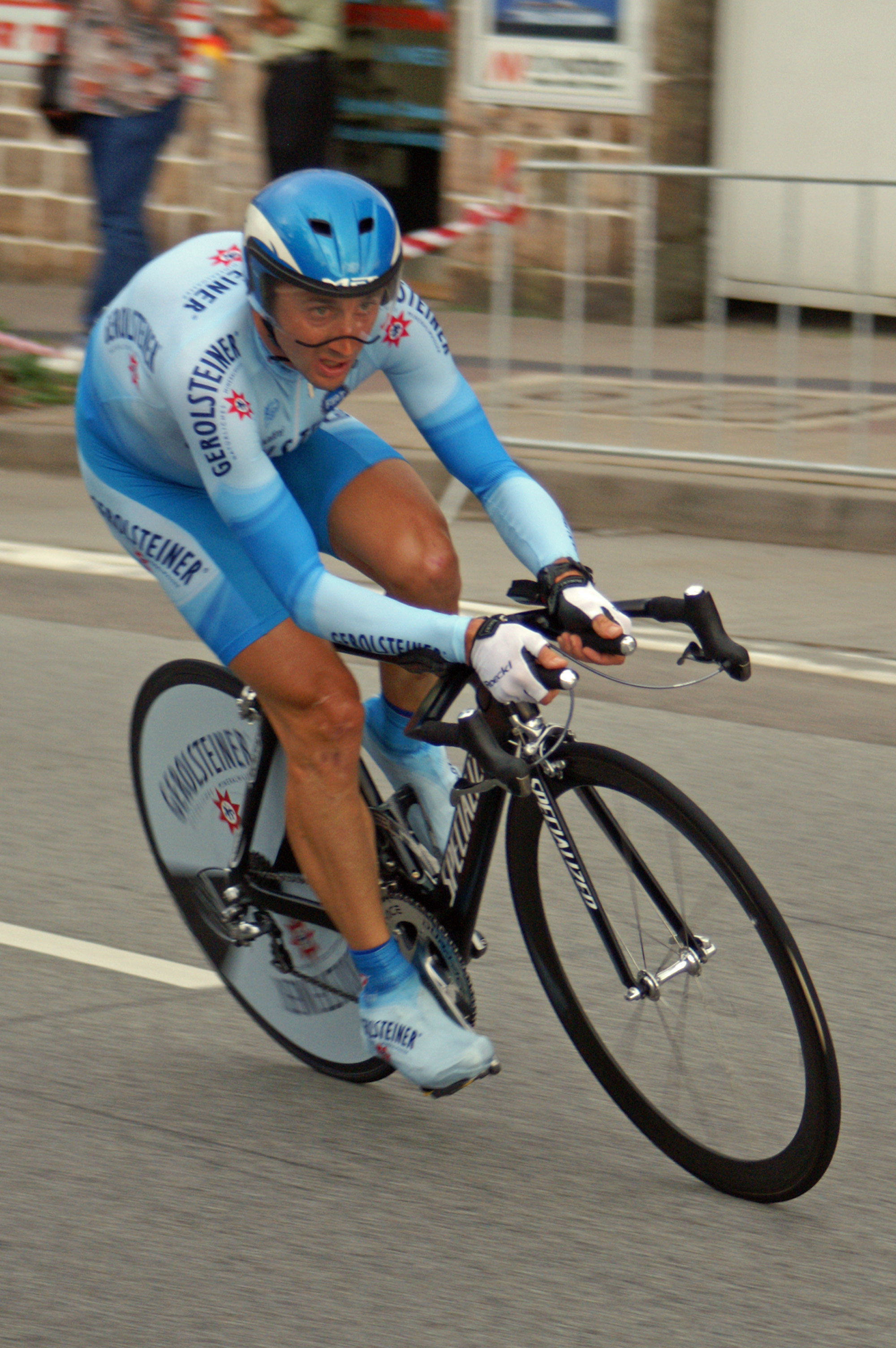
Davide Rebellin i Deutschland Tour 2005.

Davide Rebellin, född 9 augusti 1971 i San Bonifacio, Veneto, död 30 november 2022 i Montebello Vicentino, Veneto, var en italiensk tävlingscyklist.

## Karriär
Davide Rebellin blev professionell med MG Bianchi 1992. Mellan 2002 och 2008 tävlade han för Gerolsteiner. När Gerolsteiner lade ned bestämde sig Rebellin för att fortsätta som proffscyklist i ytterligare ett år. Han blev då kontrakterad av stallet Serramenti PVC Diquigiovanni-Androni Giocattoli, trots att han tidigare under säsongen funderat på att avsluta sin professionella karriär.
2004 vann Rebellin tävlingarna Amstel Gold Race, Flèche Wallonne och Liège-Bastogne-Liège, detta under en veckas tid. Samma år tog han en andraplats i loppen Paris-Nice och Clásica de San Sebastián. Rebellin vann återigen Fleche Wallonne 2007 framför Alejandro Valverde. Vinsten blev Rebellins sjunde seger i en klassiker och han var vid tillfället den äldste cyklisten som hade vunnit en ProTour-seger. Han vann också samma tävling 2009.
Rebellin bytte nationalitet till argentinare under några månader 2004. Anledningen var att han inte hade blivit utvald att representera Italien under världsmästerskapen i Verona. Han fick argentinskt medborgarskap och skulle bära den argentinska nationströjan under tävlingarna i Verona, men varken pass eller giltig kopia av det nya nationsbeviset kom i tid till UCI. Det betydde att han inte fick köra tävlingarna. Säsongen 2005 var han återigen italiensk medborgare.
I februari 2008 vann Rebellin Tour du Haut Var. I mars 2008 vann han Paris-Nice före landsmannen Rinaldo Nocentini och ukrainaren Jaroslav Popovytj. Rebellin vann silvermedaljen på linjeloppet under de Olympiska sommarspelen 2008 i Peking efter spanjoren Samuel Sanchez. Den 31 augusti 2008 slutade han Rebellin tvåa på etapp 2 av Vuelta a España efter Alejandro Valverde. Han slutade också tvåa på etapp 9 av tävlingen.
I februari 2009 vann Rebellin etapp 3 av Vuelta a Andalucia före Filippo Pozzato och Cadel Evans. Han vann också etapp 4. Han slutade tävlingen på tredje plats bakom Joost Posthuma och Xavier Tondo. I mars slutade han tvåa bakom Rémi Pauriol i den schweiziska tävlingen GP di Lugano. Han slutade också tvåa på etapp 5 av Settimana Ciclista Lombarda bakom Domenico Pozzovivo, ett resultat som ledde till att han slutade trea i tävlingen bakom Daniele Pietropolli och Juan Mauricio Soler. I april vann han Flèche Wallonne för tredje gången under sin karriär. Några dagar därpå slutade han trea på Liège-Bastogne-Liège.
29 april 2009 gick IOK ut med uppgiften om att Rebellin skulle ha varit dopad under OS 2008 i Peking. I november 2009 blev Rebellin tillsagd av Internationella Olympiska Kommittén att lämna tillbaka silvermedaljen. Förutom medaljen ska han också återlämna bonuspremien på 75 000 euro till Italienska Olympiska Kommittén. Fabian Cancellara och Aleksandr Kolobnev övertog silver- respektive bronsmedaljen.

## Privatliv
Davide Rebellins äldre bror Simone Rebellin, var professionell tävlingscyklist 1994–1997.

## Stall
- MG Bianchi 1992–1994
- Maglificio MG-Technogym 1995
- Polti 1996
- Française des Jeux 1997
- Polti 1998–1999
- Liquigas-Pata 2000–2001
- Gerolsteiner 2002–2008
- Diquigiovanni-Androni 2009
- Miche-Guerciotti 2011